# Belmont (New Hampshire)
Belmont è un comune degli Stati Uniti d'America facente parte della contea di Belknap nello stato del New Hampshire.